# Nick the Knife
Nick the Knife är ett musikalbum av Nick Lowe, lanserat 1982. Albumet var Lowes tredje studioalbum och gruppen Rockpile som medverkat på de två första skivorna var vid detta lag upplöst. Trots detta medverkade både Billy Bremner och Terry Williams från gruppen på skivan.

## Låtlista
(låtar utan angiven upphovsman av Nick Lowe)
1. "Burning" - 2:07
2. "Heart" (Lowe, Rockpile) – 3:41
3. "Stick It Where the Sun Don't Shine" – 3:42
4. "Queen of Sheba" – 3:29
5. "My Heart Hurts" (Lowe, Carlene Carter) - 2:39
6. "Couldn't Love You (Any More Than I Do)" – 2:36
7. "Let Me Kiss Ya" – 2:45
8. "Too Many Teardrops" (Lowe, Carter) – 3:32
9. "Ba Doom" – 2:19
10. "Raining Raining" – 2:45
11. "One's Too Many (And a Hundred Ain't Enough)" (Lowe, Kim Wilson) – 2:37
12. "Zulu Kiss" (Lowe, J.E. Ceiling) – 3:22

## Listplaceringar
- UK Albums Chart, Storbritannien: #99[1]
- RPM, Kanada: #36[2]
- Topplistan, Sverige: #18[3]